# Vere Fane (14e comte de Westmorland)
Vere Anthony Francis Fane, 14e comte de Westmorland (25 mars 1893 - 12 mai 1948), titré Lord Burghersh jusqu'en 1922, est un pair britannique.

## Biographie
Baptisé Lord Burghersh dès sa naissance, il est le fils aîné d'Anthony Fane (13e comte de Westmorland), de Sybil Mary, fille de Robert St Clair-Erskine (4e comte de Rosslyn). Il sert dans la Royal Navy pendant la Première Guerre mondiale et est présent à la bataille du Jutland à bord du Lion, le vaisseau amiral de Lord Beatty. Reconnu comme «pair sportif», il succède à son père du comté en 1922, lorsqu'il commence son association avec les courses de chevaux. Ayant toujours été un passionné de courses de chiens, qu'il pratique en amateur à la fois sur le plat et selon les règles de National Hunt. Il possède et entraîne également des chevaux de course, ayant connu une saison particulièrement réussie en 1923 lorsqu'il forme 23 vainqueurs. En 1924, le chancelier royal lui décerne le Grand National écossais.
Ayant visité l'Amérique pour étudier les méthodes commerciales, il commence une carrière dans les affaires en 1929 et est élu aux conseils d'administration de deux sociétés d'énergie. Il prend sa retraite de l'entraînement en 1931 mais continue sa pratique sportive, qui comprend la Chasse au renard, la boxe, le tir et dans ses dernières années le golf : il est également membre du conseil d'administration de l'Arsenal Football Club.
Lord Westmorland épouse Diana, fille de Thomas Lister, 4e baron Ribblesdale et veuve d'Arthur Capel, en 1923. Ils ont deux fils, dont l'aîné, David Fane (15e comte de Westmorland), lui succède; le fils cadet est l'auteur Julian Fane. Lord Westmorland est décédé à son domicile près de Badminton, Gloucestershire, le 12 mai 1948, à l'âge de 55 ans, après une maladie d'environ trois mois. Il est décrit dans sa nécrologie comme étant "d'une belle apparence et d'une tenue impressionnante" . La comtesse de Westmorland est décédée en décembre 1983, âgée de 90 ans.